# Périclès Pantazis
Périclès Pantazis (Περικλής Πανταζής), né le 13 mars 1849 à Athènes et mort le 25 janvier 1884 à Bruxelles, est un peintre et dessinateur grec, lié au mouvement impressionniste, et actif en Belgique.

## Biographie
Formé à l'École d'Art d'Athènes de 1864 à 1871, sous la direction de Nikiforos Lytras, Périclès Pantazis poursuit ses études à Munich, puis s'installe à Marseille et ensuite à Paris. Il fréquente l'atelier de Gustave Courbet et d'Antoine Chintreuil, découvre les œuvres d'Eugène Boudin, de Johan Barthold Jongkind et le mouvement impressionniste. 
En 1873, muni d'une lettre de référence rédigée par Édouard Manet, il s'installe à Bruxelles en Belgique, où il subit l'influence de Louis Dubois, d'Édouard Agneessens et d'Hippolyte Boulenger. Jean Économou (Ιωάννη Οικονόμου), un négociant grec en vins, lui commande de nombreux tableaux. Il est membre du cercle bruxellois La Patte de Dindon.
Pantazis est cofondateur du groupe La Chrysalide, fondé en 1875. Il se lie d'amitié avec le peintre Guillaume Vogels qui l'emploie pendant une année comme peintre décorateur dans son entreprise "Peinture et Décoration". En 1883, il est un des membres fondateurs du groupe bruxellois d'avant-garde Les Vingt. Périclès Pantazis est également un ami proche du sculpteur Auguste Philippette, dont il épouse la sœur. Son œuvre est reconnue à la fin des années 1870. Il représente la Grèce à l'exposition de Paris en 1878. Périclès Pantazis meurt de la tuberculose à l'âge de 34 ans, à Bruxelles.

## Œuvre
En Belgique, Périclès Pantazis a fréquemment travaillé à la côte, à Nieuport, dans la forêt de Soignes près de Bruxelles, et aux environs d'Anseremme sur la Meuse.
- 1878 :
  - Les rochers de la Lesse
  - Village sous la neige (vallée de la Meuse)
- 1880 : Jour d'été à la rivière, collection privée
- 1881 : Le phare de Marseille, collection privée
- Sur la plage, au Musée royal des beaux-arts, à Anvers
- Le petit mangeur de pastèque, au Musée Averoff, à Metsovo
- Nature morte avec une femme, au Musée Averoff, à Metsovo
- Paysage enneigé, au Musée Averoff, à Metsovo
- Après l’équitation (ou La Lettre), au Musée Averoff, à Metsovo
- Nature morte aux fruits (ou Pommes et poires), au Musée Averoff, à Metsovo
- Les Préparatifs du festin, au Musée Averoff, à Metsovo
- Bord de mer, au Musée Averoff, à Metsovo
- L’embouchure de l’Escaut, au Musée Averoff, à Metsovo
- Mauvaise recette, collection privée

## Hommages
- Pantazis peignant dans la neige (1881), tableau de Guillaume Vogels (collection privée).